# Klein Vrystaat
Klein Vrystaat (zu Deutsch: Kleiner Freistaat) war eine kurzlebige Burenrepublik in der heutigen Republik Südafrika.
Um 1876 lebte eine Gruppe von Buren auf Land, das sie dem Swasihäuptling Umbandino abgekauft hatten. 1886 wurde eine formelle Regierung gebildet, kurz darauf gaben sie sich eine Verfassung. Der Staat bestand bis 1891, als er in die Südafrikanische Republik eingegliedert wurde. Die Hauptstadt war Piet Retief.